# Greenidea quercicola
Greenidea quercicola är en insektsart. Greenidea quercicola ingår i släktet Greenidea och familjen långrörsbladlöss. Inga underarter finns listade i Catalogue of Life.